# Olbers-Gesellschaft
Die Olbers-Gesellschaft e. V. Bremen wurde im Jahr 1920 in Bremen zu Ehren des Astronomen der Stadt, Wilhelm Olbers (1758–1840), durch Max Völkel, Wilhelm Finke (1884–1950) und Friedrich Nölke (1877–1947) gegründet.

## Ziel und Aktivitäten
Ziel des Vereins ist, in wissenschaftlicher und volkstümlicher Weise praktische und theoretische Fragen der Astronomie und verwandter Wissensgebiete zu bearbeiten und die geschichtliche Seite der Astronomie in Bremen zu pflegen.
Olbers selbst wurde schon als Jugendlicher durch einen hellen Kometen auf die Himmelskunde aufmerksam. Ende Juli 1804 wurde er in Bremen auf den hochbegabten Kaufmannslehrling Friedrich Wilhelm Bessel und dessen Arbeit über den Halleyschen Kometen im Jahr 1607 aufmerksam und ebnete diesem den Weg in eine astronomische Berufslaufbahn.
Um das Interesse der Öffentlichkeit an der Astronomie auch heute zu fördern, nutzt die Gesellschaft das Olbers-Planetarium der Hochschule Bremen in der Werderstraße 73 und unterhält dort außerdem seit 1958 die Walter-Stein-Sternwarte und eine Fachbibliothek. Von Anfang Oktober bis Ende April finden jeden Mittwoch Planetariumsvorträge statt, die durch monatliche Hauptvorträge von Wissenschaftlern ergänzt werden. Im Anschluss an die Vorträge können Besucher die Sternwarte besuchen und an den großen und kleineren Teleskopen unter Anleitung der Sternwarten-Crew eigene Beobachtungen machen, sofern es das Wetter zulässt. Im Sommer ergänzt die öffentliche Sonnenbeobachtung das Programm, zusätzlich finden jährlich mehrere Aktionstage in der Walter-Stein-Sternwarte statt.
Ferner sind die Vereinsmitglieder in mehreren Arbeitsgemeinschaften aktiv (Sonne-, Planeten-, Meteorbeobachtung, Astrophysik und Astrofotografie). Die vierteljährlich erscheinenden Nachrichten der Olbers-Gesellschaft („Olbers-Nachrichten“) informieren die Mitglieder über Aktuelles aus dem Verein und der Welt der Astronomie.
Kontakte werden gepflegt zu anderen Astrovereinen der Region (Lilienthal, Oldenburg) und die Vernetzung im Rahmen der Vereinigung der Sternfreunde e. V. Kooperation besteht auch mit dem Heimatmuseum Lilienthal (der Nachbarstadt, in der Olbers’ Freund Hieronymus Schröter seine große Sternwarte hatte) und zum Deutschen Schifffahrtsmuseum in Bremerhaven.

## Walter-Stein-Sternwarte
Die Walter-Stein-Sternwarte ist eine Volkssternwarte mit umfangreichem Veranstaltungsprogramm. Benannt wurde sie nach Walter Stein, einem Ehrenvorsitzenden der Olbers-Gesellschaft, der 1956 die heutige Sternwarte erwarb. Die Sternwarte war bereits seit den 1930er Jahren Bestandteil und Eigentum des Bremer Seefahrtsschule und wurde zu Ausbildungszwecken genutzt. Die Seefahrtsschule befand sich an der Bremer „Pipe“ und wurde zusammen mit der Sternwarte im Krieg vollständig zerstört, lediglich ein wertvolles Zeiss-Teleskop konnte gerettet werden.

## Olbers-Planetarium
Das Olbers-Planetarium wurde 1952 gegründet. Es bietet 35 Besuchern Platz und hat eine Projektionskuppel mit einem Durchmesser von sechs Metern. Seit 1958 befindet sich das Planetarium und die Sternwarte im Neubau der neuen Seefahrtsschule (heute Hochschule für Wirtschaft und Nautik) in der Werderstraße 73. Ursprünglich war der Sternenprojektor für die Astronomische Navigation der damaligen Seefahrtschule, heute Fachbereich Nautik, angeschafft worden. Seit 1999 ist es mit modernen Audio- und Video-Medien ausgestattet und zeigt ein vielfältiges Programm: Kinder- und Familienveranstaltungen, Führungen für Schulklassen, Shows und Specials. Im Jahr 2012 gilt das Olbers-Planetarium als meistbesuchtes Kleinplanetarium Deutschlands.